# Torre Ferran
La Torre Ferran, abans Casa Tey o Casa Mirapeix, és una obra noucentista de Cardedeu (Vallès Oriental) inclosa a l'Inventari del Patrimoni Arquitectònic de Catalunya.

## Descripció
Casa aïllada de tipologia ciutat-jardí en un espai quadrat rodeja per una tanca composta de material d'obra (pedra irregular) i reixat, alternant pilars a pars. La casa té planta, pis i golfes. La coberta és complexa, atès que té quatre façanes: façana N amb porxo amb cinc arcades de mig punt. Les façanes laterals tenen un mirador que sobresurt de l'estructura general en la planta baixa. Les obertures presenten solucions d'arc combinant amb marc pla. La casa està arrebossada en color groc. Llenguatge classicista amb influència ben poc mediterrànies pel que la fa a la coberta ideada per climes més freds que Cardedeu. La casa ha estat reformada al llarg del temps.

## Història
El novembre de 1924 fou encarregada aquesta casa. L'expedient conserva conjuntament el plànol de la casa i firma l'arquitecte Ramon Puig Gairalt. Demanà l'obra Concepció Tey, vídua Miralpeix (que residia a Barcelona). La casa es construí entre 1924 i 1925. El 1942, Domingo Ferran comprà la casa, i l'any següent s'iniciaren les obres de reforma i ampliació, amb Josep Maria Ros i Vila com a arquitecte i Adolf Agustí com a constructor.